# Afghanistan op de Olympische Zomerspelen 2020
Afghanistan nam deel aan de Olympische Zomerspelen 2020 in Tokio, Japan. De selectie bestond uit 5 atleten, actief in 4 verschillende disciplines. De Afghaanse atleten wisten geen medailles te behalen.

## Atleten
| sport       | mannen | vrouwen | totaal |
| ----------- | ------ | ------- | ------ |
| Atletiek    | 1      | 1       | 2      |
| Schietsport | 1      | 0       | 1      |
| Taekwondo   | 1      | 0       | 1      |
| Zwemmen     | 1      | 0       | 1      |
| totaal      | 4      | 1       | 5      |

## Sporten

### Atletiek
Mannen
Loopnummers
| atleet                | onderdeel | series | series | kwartfinale    | kwartfinale    | halve finale   | halve finale   | finale         | finale         |
| atleet                | onderdeel | tijd   | rang   | tijd           | rang           | tijd           | rang           | tijd           | rang           |
| --------------------- | --------- | ------ | ------ | -------------- | -------------- | -------------- | -------------- | -------------- | -------------- |
| Sha Mahmood Noor Zahi | 100 m     | 11,04  | 7      | niet geplaatst | niet geplaatst | niet geplaatst | niet geplaatst | niet geplaatst | niet geplaatst |

Vrouwen
Loopnummers
| atlete        | onderdeel | series   | series | kwartfinale    | kwartfinale    | halve finale   | halve finale   | finale         | finale         |
| atlete        | onderdeel | tijd     | rang   | tijd           | rang           | tijd           | rang           | tijd           | rang           |
| ------------- | --------- | -------- | ------ | -------------- | -------------- | -------------- | -------------- | -------------- | -------------- |
| Kamia Yousufi | 100 m     | 13,29 NR | 7      | niet geplaatst | niet geplaatst | niet geplaatst | niet geplaatst | niet geplaatst | niet geplaatst |

### Schietsport
Mannen
| atlete       | onderdeel        | kwalificaties | kwalificaties | finale         | finale         |
| atlete       | onderdeel        | punten        | rang          | punten         | rang           |
| ------------ | ---------------- | ------------- | ------------- | -------------- | -------------- |
| Mahdi Yovari | 10 m luchtgeweer | 601,4         | 47            | niet geplaatst | niet geplaatst |

### Taekwondo
| atleet          | onderdeel | eerste ronde         | kwartfinale          | halve finale         | herkansing           | finale / BM          | finale / BM    |
| atleet          | onderdeel | tegenstander uitslag | tegenstander uitslag | tegenstander uitslag | tegenstander uitslag | tegenstander uitslag | rang           |
| --------------- | --------- | -------------------- | -------------------- | -------------------- | -------------------- | -------------------- | -------------- |
| Farzad Mansouri | +80 kg    | In Kyo-don V 12–13   | niet geplaatst       | niet geplaatst       | niet geplaatst       | niet geplaatst       | niet geplaatst |

### Zwemmen
Mannen
| atleet       | onderdeel      | series | series | halve finale   | halve finale   | finale         | finale         |
| atleet       | onderdeel      | tijd   | rang   | tijd           | rang           | tijd           | rang           |
| ------------ | -------------- | ------ | ------ | -------------- | -------------- | -------------- | -------------- |
| Fahim Anwari | 50m vrije slag | 27,67  | 69     | niet geplaatst | niet geplaatst | niet geplaatst | niet geplaatst |